# David Robinson (músico)
David Robinson (Malden, Massachusetts, 2 de abril de 1949) es un baterista estadounidense, popular por su trabajo con la agrupación The Cars. También ha hecho parte de las agrupaciones The Modern Lovers, The Pop! y DMZ.
En 2010, Robinson se reunió con los miembros originales sobrevivientes de The Cars para grabar su primer álbum en 24 años, titulado Move Like This.

## Discografía

### The Cars
- The Cars (1978)
- Candy-O (1979)
- Panorama (1980)
- Shake It Up (1981)
- Heartbeat City (1984)
- Greatest Hits (1985)
- Door to door (1987)
- Move Like This (2011)